# The Lebanon
The Lebanon is een nummer van de Britse band The Human League. Het is de eerste single van hun vierde studioalbum Hysteria uit 1984. Op 24 april dat jaar werd het nummer eerst in het Verenigd Koninkrijk en Ierland op single uitgebracht. Op 19 mei volgden het Europese vasteland, Australië, Nieuw-Zeeland, Japan, Zuid-Afrika, de VS, Canada, Mexico, Latijns Amerika em de Filipijnen. In 2023 werd het nummer ook als digitale download uitgebracht.

## Achtergrond
Het nummer werd geschreven en opgenomen in een tijd dat de band onder aanzienlijke druk stond om hun platenlabel Virgin Records van een vervolgalbum te voorzien om het enorme internationale succes van het vorige album Dare, met daarop onder andere Don't You Want Me, te evenaren. "The Lebanon" gaat over de Libanese Burgeroorlog. Volgens bandlid Philip Adrian Wright gaat de tekst voornamelijk in op de bloedbaden in Sabra en Shatila. De plaat werd in een aantal landen een hit. Zo bereikte de plaat in thuisland het Verenigd Koninkrijk de 11e positie in de UK Singles Chart. In Ierland werd de 4e positie behaald, Nieuw-Zeeland de 13e, Australië de 23e, de VS de 64e in de Billboard Hot 100 en in Canada de 78e positie.
In Nederland werd de plaat begin zomer 1984 veel gedraaid op Hilversum 3 en werd een radiohit in de destijds drie landelijke hitlijsten op de nationale publieke popzender. De plaat bereikte de 21e positie in de Nederlandse Top 40, de 20e in de TROS Top 50 en piekte op de 18e positie in de Nationale Hitparade. In de Europese hitlijst op Hilversum 3, de TROS Europarade, werd géén notering behaald.
In België beteikte de plaat de 16e positie in de voorloper van de Vlaamse Ultratop 50 en de 15e in de Vlaamse Radio 2 Top 30. In Wallonië werd géén notering behaald.

## Tracklijst
- 7" vinylsingle

1. "The Lebanon" – 3:45
2. "Thirteen" – 4:10

- 12" vinylsingle

1. "The Lebanon" – 5:52
2. "Thirteen" – 5:00
3. "The Lebanon" (instrumentaal) – 5:07

- Dutchcharts: (Nederlandse Top 40, Nationale Hitparade, TROS Top 50, TROS Europarade, Vlaamse Ultratop 50, Vlaamse Radio 2 Top 30, UK Singles Chart)
- Radiopedia.nl (Hilversum 3 hittips)
- NPO Radio 2